# أليكساندر ميلو
أليكساندر ميلو هو لاعب كرة قدم برازيلي، ولد في 1999 في ريو دي جانيرو في البرازيل.